# Gør det noget
Gør det noget är ett musikalbum av den danska rockgruppen Gasolin' som lanserades i november 1977 på CBS Records. Det kom att bli det sista album som Gasolin' spelade in, men skivan Killin' Time som spelats in tidigare, blev den sista skivan som gavs ut. Gør det noget hade en mer rockig ljudbild jämfört med exempelvis Efter endnu en dag. Skivan gavs ursprungligen ut i ett utvikskonvolut med ett stort svartvitt foto på de tre medlemmarna i gruppen. På framsidan var det en bild av Kim Larsen. På cd-utgåvan finns dessa fyra foton på framsidan.

## Låtlista
1. "Det bedste til mig og mine venner" - 4:24
2. "Smukke Møller" - 2:20
3. "Jumbo nummer nul" - 3:25
4. "December i New York" - 2:26
5. "Place Sct. Michelle" - 3:03
6. "Strengelegen" - 3:55
7. "Get on the Train" - 2:17
8. "Kattemor" - 3:25
9. "Bob-shi-bam" - 3:53
10. "Længes Hjem" - 3:00
11. "Gør det noget" - 3:02
12. "Kina rock" - 3:00

## Listplaceringar
- VG-lista, Norge: #7[1]
- Topplistan, Sverige: #21[2]